# Henri d’Ollone

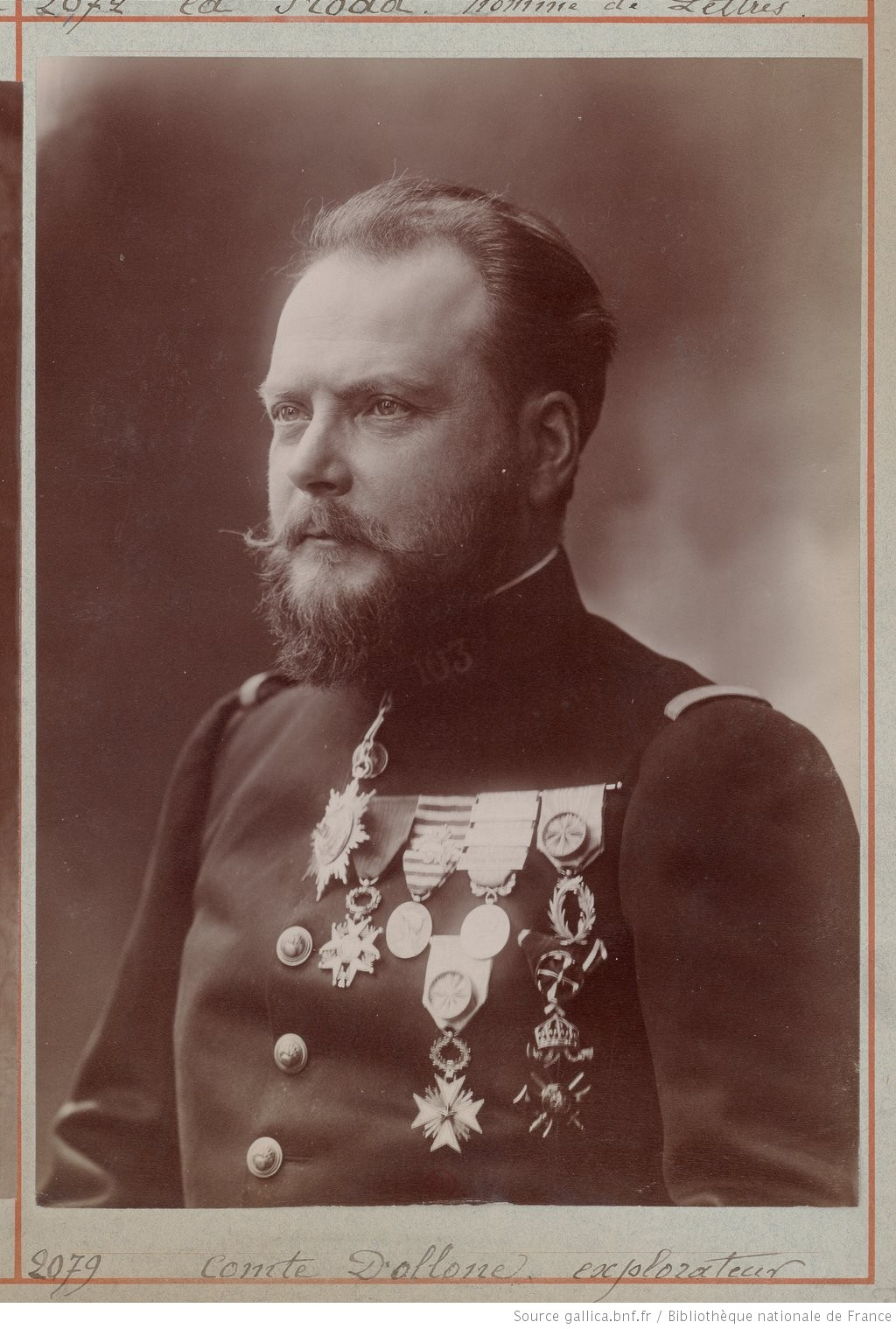
Henri d’Ollone

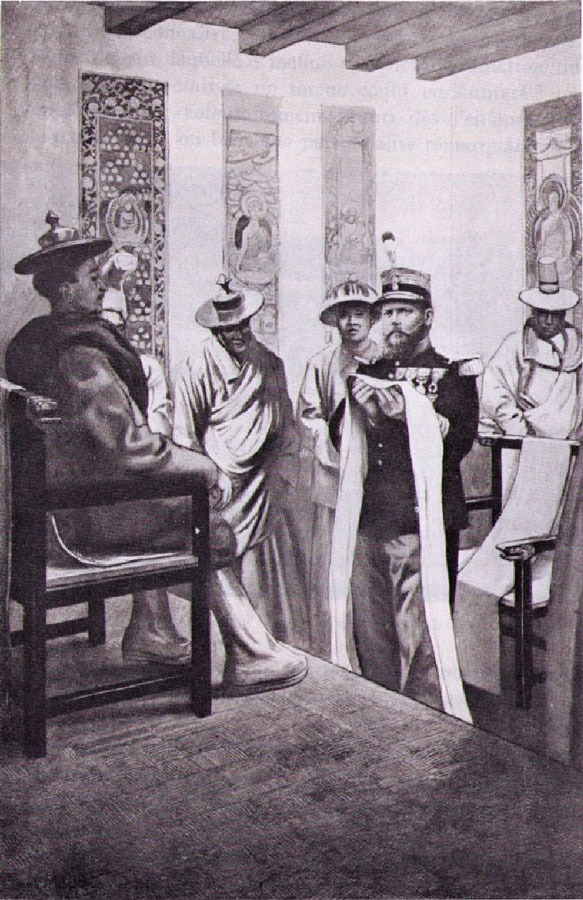
Henri d'Ollone mit einem Begrüßungsschal beim 13. Dalai Lama während einer Audienz im Tempel des Wutai Shan im Jahr 1908.

Vicomte Henri Marie Gustave d’Ollone (* 4. September 1868; † 7. Oktober 1945) war ein französischer Militär und Forschungsreisender.

## Herkunft
Seine Eltern waren Ernest François Sigisbert d'Ollone, (* 23. Mai 1833; † 28. Dezember 1896) und dessen Ehefrau Marie Adélaïde d'Amandre (1840–1919). Er war der Bruder des Komponisten Max d’Ollone.

## Leben
Henri Marie Gustave d’Ollone wurde 1868 geboren. Als Großoffizier der Ehrenlegion hatte Henri d’Ollone bereits Expeditionen in Afrika und Asien organisiert und daran teilgenommen. Nach mehreren Reisen nach Asien war er mit einer wissenschaftlichen Mission zur Erforschung der nicht-chinesischen Völker und Kulturen Chinas und der im chinesischen Reich lebenden Minderheiten beauftragt worden.
Er wurde auf mehrere Erkundungsmissionen nach Fernost und Afrika entsandt und er ist insbesondere als Verfasser eines Reiseberichtes über China, Tibet und die Mongolei hervorgetreten, der 1911 unter dem Titel Les derniers barbares (Die letzten Barbaren) erschien und seinen Besuch in China in den Jahren 1906–1909 behandelt, ein wichtiges Buch über Westchina/Osttibet. Die vom Vicomte geleitete Mission sollte die Stämme entlang der westlichen Grenze des chinesischen Reiches erforschen, von Yunnan im Süden bis nach Gansu. Von 1906 bis 1909 reiste Ollone zusammen mit einem Team von Spezialisten rund 5000 Meilen zu Pferd durch Regionen, die noch wenig oder gar nicht der Zentralmacht unterworfen waren, und das in einem instabilen geopolitischen Kontext.
Sie besuchen die Völker der Miao, Lolo und Sifan. Die Expedition wurde mehrmals angegriffen. Sie kam auch nach Osttibet (Kloster Labrang). Auf ihrer Rückreise nach Peking trafen sie den 13. Dalai Lama, der sich noch im Exil befand, im Wutai Shan. Die Illustrationen des Werkes zeigen Ansichten, Statuen, Architektur und die verschiedenen Völker mit ihren Kostümen und Zeremonien. Im selben Jahr veröffentlichte D'Ollone auch eine Arbeit über die muslimische Minderheiten in China (Recherches sur les Musulmans Chinois).
Seine Berichte über geografische, archäologische, ethnografische und sprachliche Aspekte wurden in den Documents scientifiques de la Mission d'Ollone veröffentlicht, darunter seine Recherches sur les Musulmans Chinois (Untersuchungen über die chinesischen Muslime).
1916 nahm er im Rang eines Obersts an der Schlacht um Verdun teil und zeichnete sich besonders beim Angriff auf den Gefechtsstand 119 im Juli 1916 aus. Laut General Patey, der die 60. Infanteriedivision befehligte, „stürzte sich Oberst d’Ollone, begleitet von seinen Offizieren, mit absoluter Missachtung der Gefahr nach vorne. Eine Kugel durchschlägt seine Brust und setzt ihn kampfunfähig. Er lässt jedoch verlauten, dass er sein Kommando während des Tages behalten kann.“ Während dieser dramatischen Tage vergab er einem seiner Kommandeure einen „Moment der Schwäche“ an, der nicht zu seinen Truppen zurückkehrte, obwohl er den Befehl dazu erhalten hatte, und „versprach ihm, es zu vergessen“.
Er wurde 1919 zum Brigadegeneral und 1933 zum Großoffizier der Ehrenlegion ernannt.

## Publikationen
- Mission Hostains-d’Ollone, 1898–1900 : de la Côte d’Ivoire au Soudan et à la Guinée. (archive.org).
- Les derniers barbares. Chine – Tibet – Mongolie. Paris, Pierre Lafitte & Cie, 1911.
  - (englische Übersetzung) In Forbidden China. The D’Ollone Mission. 1906–1909. China – Tibet – Mongolia. (Originalausgabe) (= The Modern Travel Series). Übersetzt von Bernhard Miall. Fisher Unwin, London 1912 (books.google.de).
- mit Pierre Gabriel Edmond de Fleurelle, Lepage, Henri Eugène de Boyve, Arnold Vissière, Edgar Blochet: Recherches sur les Musulmans Chinois. Ernest Leroux, Paris 1911.
- mit Jean Baptiste Marie Budes de Guébriant: Écritures des peuples non chinois de la Chine : quatre dictionnaires lolo et miao tseu dressés. Ernest Leroux, Paris 1912.
- mit Aimé-François Legendr: Lolotie : ou Les grandes montagnes froides du Sichuan. F.M. Ricci, Mailand / Paris 1993.
- [Documents scientifiques de la] Mission d’Ollone, 1906–1909. E. Leroux, Paris 1911 (insgesamt wurden sieben Bände angekündigt, von denen nicht alle erschienen sind Les derniers barbares – Internet Archive).
  - 1. Recherches sur les Musulmans chinois. 1911.
  - 6. Langues des peuples non chinois de la Chine. 1912.
  - 7. Écritures des peuples non chinois de la Chine. 1912.